# Giovanni Baccaglini
Giovanni Baccaglini (Padova, 21 ottobre 1911 – Padova, 2 febbraio 1980) è stato un calciatore italiano, di ruolo centrocampista.

## Carriera
Dopo una stagione senza presenze al Padova, nel 1932 si trasferì al Venezia, con cui nella stagione 1932-1933 mise a segno 4 gol in 27 presenze in Serie B; l'anno seguente realizzò invece un gol in 17 presenze, e a fine anno fece ritorno al Padova. Giocò nella società biancorossa per una stagione, nella quale disputò una partita in Serie B.